# Pyura cancellata
Pyura cancellata is een zakpijpensoort uit de familie van de Pyuridae. De wetenschappelijke naam van de soort is voor het eerst geldig gepubliceerd in 1946 door Brewin.